# ニュー徳島放送
ニュー徳島放送（ニューとくしまほうそう）は、徳島県を放送対象地域として開局する予定だった民間放送局。兵庫県淡路島〈現在の南あわじ市〉の一部も放送エリアの予定だった。

## 経緯
運営母体となるはずだった株式会社ニュー徳島放送は、1969年11月18日にコールサイン:JOTI-TV（これは1982年開局の鹿児島放送が取得）、徳島本局のチャンネル:40ch（現在はNHK徳島教育デジタルテレビジョンの物理チャンネル）で予備免許を取得していたが、運営母体の関係者が何らかの事件に巻き込まれるなど（開局計画が立ち消えされたともいわれる）したことで設立準備が難航したため、本免許取得に必要な会社設立の期限が間に合わず、結局、1970年5月1日をもって免許が失効し、開局には至らなかった。
その後も、徳島県では第2民放テレビ局開局へ向けた動きがあったものの、特に海沿いではスピルオーバーにより、大阪市に本社を置く近畿広域圏などの各テレビ局が受信できる影響から、1959年に開局した四国放送以来、第2民放テレビ局は開局しておらず、地上デジタルテレビ放送の推進の影響もあって、この徳島県に割り当てられた周波数は1997年5月をもって取り消された。また、地上デジタルテレビ放送では視聴困難な地域も増える可能性があるため、県がケーブルテレビ用の受信拠点を置いた（一部局の再送信を開始しているケーブルテレビ局がある）。
現在徳島県に系列局がないJNN・ANN・FNNの同県における報道の取材はそれぞれ在阪準キー局（毎日放送・朝日放送テレビ・関西テレビ）が担当している。